# Magarao
Magarao is een gemeente in de Filipijnse provincie Camarines Sur op het eiland Luzon. Bij de laatste census in 2007 had de gemeente bijna 23 duizend inwoners.

## Geografie

### Bestuurlijke indeling
Magarao is onderverdeeld in de volgende 15 barangays:
| - Barobaybay - Bell - Carangcang - Carigsa - Casuray - Monserrat - Ponong - San Francisco | - San Isidro - San Juan - San Miguel - San Pantaleon - Santa Lucia - Santa Rosa - Santo Tomas |

## Demografie
Magarao had bij de census van 2007 een inwoneraantal van 22.515 mensen. Dit zijn 1.551 mensen (7,4%) meer dan bij de vorige census van 2000. De gemiddelde jaarlijkse groei komt daarmee uit op 0,99%, hetgeen lager is dan het landelijk jaarlijks gemiddelde over deze periode (2,04%). Vergeleken met de census van 1995 is het aantal mensen met 4.251 (23,3%) toegenomen.

De bevolkingsdichtheid van Magarao was ten tijde van de laatste census, met 22.515 inwoners op 44,97 km², 500,7 mensen per km².